# Famille de Béon
Pour les articles homonymes, voir Béon.
 (mai 2009).
Si vous disposez d'ouvrages ou d'articles de référence ou si vous connaissez des sites web de qualité traitant du thème abordé ici, merci de compléter l'article en donnant les références utiles à sa vérifiabilité et en les liant à la section « Notes et références ».
La famille de Béon est un lignage noble d'origine chevaleresque, originaire du village de Béon, ancien fief seigneurial dans la vallée d'Ossau, dans le Béarn. Elle est connue depuis 1204.
Filleul du « comte de Chambord », prétendant légitimiste au trône de France, le dernier « comte » de Béon meurt sans descendance en avril 1908.

## Histoire
Elle a fait l'objet d'assez peu d'études en considération de l'élévation qu'elle connut de la fin du XVe au XIXe siècle, époque à laquelle, bien que déjà très réduite en termes d'effectifs, elle évoluait encore dans l'entourage de la famille royale. 

### Légendes
Il existe plusieurs fiefs du nom de Béon qui ont pu donner leur nom à plusieurs lignages nobles de ce nom. Seul celui originaire de Béon dans la vallée d'Ossau, en Béarn, est ici traité.
De nombreuses légendes entourent les origines de cette famille béarnaise. Elles apparaissent principalement au XVIIIe siècle au sein de la famille puis parmi les généalogistes et font état de travaux d'anciens historiens dont les traces sont aujourd'hui plus ou moins perdues.
La principale légende est rapportée dès la première édition du Dictionnaire de la Noblesse de La Chesnay-Desbois (1857-1866) à partir de travaux de généalogistes du XVIIIe au XIXe siècle et sera reprise régulièrement avec plus ou moins de foi par la suite. Elle établit que cette famille est sortie de la première maison de Béarn et qu'elle aurait été formée par un puîné du vicomte Centulle V de Béarn (en réalité plus probablement Centulle VI de Béarn compte tenu des dates) qui aurait reçu la terre de la vallée de Béon comme apanage par un acte du jour de Pâques 1133. Cette filiation permit de classer la famille de Béon parmi les familles descendantes des vicomtes de Béarn eux-mêmes descendants des ducs de Gascogne. L'auteur de cette théorie fait référence à plusieurs garants plus ou moins fiables, dont un anonyme historien des comtes de Brabant qui aurait cité en exemple, à une date inconnue, la maison de Béon comme tirant son origine des anciens vicomtes de Béarn, et voulant pour preuve le fait — exact, il est vrai — que la famille de Béon, du moins sa branche aînée, ait toujours porté de droit les armes pleines et entières de Béarn. 
C'est d'ailleurs dans la seconde moitié du XVIIIe siècle que les représentants de cette même branche modifient leur nom en faveur d'un « Béon-Béarn », voire d'un « Béarn de Béon », afin de mieux mettre en valeur leurs prétendues origines mérovingiennes. Ces modifications apparaissent dans différents exemplaires de l'État général de la France à partir des années 1770. Depuis, Centulle VI de Béarn évoqué dans la légende n'a pas eu de descendance et, avec lui, s'éteint la première maison de Béarn. 
Une seconde légende existe autour de la figure de l'auteur de cette famille, son premier représentant connu par un acte du 19 novembre 1204 : Arnaud-Guilhem de Béon, mentionné dans une lettre de Mazère dans laquelle Raymond-Roger, comte de Foix, demande à son oncle, ledit Arnaud-Guilhem de Béon, de libérer des prisonniers. Ce document est le premier conservé à faire apparaître le nom de cette maison. Le lien de parenté évoqué dans cette lettre de 1204 a été utilisé à la fin du XVIIIe siècle et au XIe siècle par de nombreux généalogistes pour conforter l'ascendance princière des Béon et établir la première alliance connue de cette famille : celle d'Arnaud-Guilhem avec N. de Foix, une hypothétique tante de Raymond-Roger et fille de Roger III de Foix. Malheureusement, aucun autre acte attestant cette alliance n'a été conservé. Par la suite, les comtes de Foix et les seigneurs de Béon continueront de s'appeler « cousins », comme le fit Roger IV de Foix avec Philippe de Béon, capitaine gouverneur de Foix, dans un courrier du 3 novembre 1260 ; mais de telles habitudes s'entretenaient entre les princes et leurs principaux seigneurs comme entre les rois de France et leurs ducs sans qu'un réel lien de parenté existât toujours.

### Contexte historique
Les principales sources ayant servi à la connaissance de cette ancienne famille sont conservées dans le fonds d'archives français constitué par les généalogistes du roi à la fin du XVIIIe siècle à l'occasion des preuves de noblesse faites par différents membres de cette famille afin d'obtenir les honneurs de la Cour (en 1780 et en 1782), des présentations à la famille royale, l'entrée dans les ordres du Saint-Esprit, de Saint-Louis, Saint-Lazare…

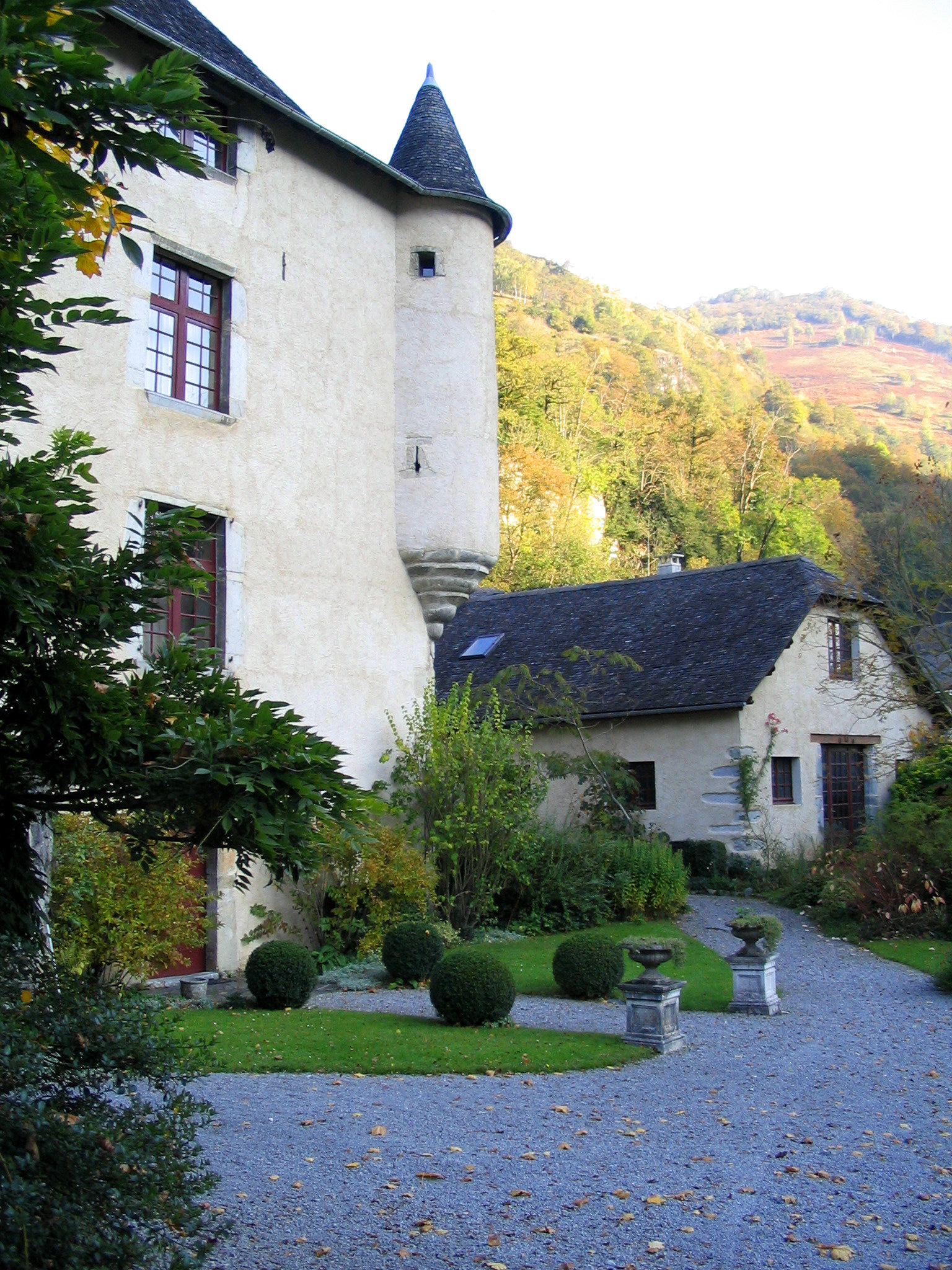
Façade sud du château de Béon dans la vallée d'Ossau.

D'autres sources permettent d'avoir un regard plus distant vis-à-vis de cette famille et surtout de mieux ancrer son parcours dans le contexte social et politique des époques considérées. Les participations aux revues de compagnies, aux états et autres manifestations de la vie publique permettent de voir apparaître certains de ses représentants dans un contexte différent, confrontés à leurs prérogatives réelles : celles d'hommes d'armes et de simples notables de la région. 
La famille de Béon appartient à la noblesse dite d'extraction chevaleresque. Sa plus ancienne mention de noblesse remonte à l'année 1204.
Dans ses Cartulaires de la vallée d'Ossau, Pierre Tucoo-Chala évoque les structures de cette noblesse pyrénéenne : « Il y avait cependant en Ossau un certain nombre de maisons nobles, de domenjadures, dont les propriétaires pouvaient se parer du titre de seigneur : trois dans la partie la plus méridionale de la vallée, Saint-Colome, Izeste, Louvie-Juzon ; cinq plus à l'intérieur, Béon, Louvie-Soubiron, Béost, Espalungue et Assoute. Au fur et à mesure que les siècles passent — et les cartulaires en portent un témoignage intéressant — leur influence s'accroît. Mais il ne s'agit que d'influence et non de domination, ce sont de simples seigneurs de villages ne rendant pas la justice, n'ayant aucune part à l'exploitation de la vallée ». Le même auteur précise les fonctions de ces familles installées dans la vallée dans L'Islam était aux portes des Pyrénées : « Il s'agissait simplement de châteaux vicomtaux dont la garde avait été confiée à des cavers ; l'autorité supérieure en réclamait leur restitution trois fois dans l'année. Dans ce cas, les potentats béarnais ne seraient pas des vassaux, mais des fidèles qui siègent à la cour et gardent les forteresses publiques ; leurs relations avec le vicomte sont caractéristiques de celles qu'entretiennent les grands du midi avec les lignages comtaux détenteurs de l'autorité publique avant la crise féodale du XIe siècle. (...) Les cavers étaient donc en train de se muer en seigneurs châtelains avec autour d'eux leur petite troupe de chevaliers ».
Alors qu'elle figure parmi les familles représentées aux cours de Foix puis de Navarre, occupant différentes fonctions (chambellan, tuteur des enfants princiers, exécuteur testamentaire...) la famille peine à percer au sein de la cour de France.
Lorsque la dernière maison de Navarre accède au trône de France, tous les espoirs semblent possibles pour les Béon. C'est d'ailleurs à cette époque (le début de XVIIe siècle) que l'on assiste à la plus audacieuse tentative d'ascension : la substitution de Luxembourg. La branche des Béon du Massés est au sommet de sa carrière curiale, les autres branches n'ont pas eu les mêmes distinctions militaires et sont en retrait. Louise de Béon, comtesse de Brienne et épouse du premier Loménie de Brienne, est une amie d'Anne d'Autriche, d'une grande vertu et sans beaucoup d'éclat. Sa position est bonne mais sa famille ne résistera pas à la prise en main du pouvoir par Louis XIV car son mari est remercié. Il faudra attendre un siècle avant de retrouver un Loménie à un poste ministériel. Louise parvient tout de même à obtenir une place d'enfant d'honneur pour son neveu Bernard. Celui-ci meurt sans alliance et son petit-neveu Charles de Béon-Luxembourg ne réussira qu'à s'attirer la défaveur du roi par le scandale de sa vie privée.
La branche des Béon-Cazaux, à cette même période, semble profiter de l'embellie puisqu'elle obtient une place de gentilhomme de la chambre auprès de Gaston d'Orléans. Plus éloignés, on compte deux écuyers du nom de Béon aux petites écuries sous le règne de Louis XIV — probablement appartenant aux Béon de Bière, cette branche cadette des Béon d'Armentieux. 
Durant tout le début du XVIIIe siècle il y a un vide en ce qui concerne l'occupation des charges de la cour. C'est le moment où s'éteignent les Béon-Luxembourg et, même avant cela, tout espoir de faveur. Une nouvelle tentative de réussite curiale est lancée au milieu du siècle, cette fois-ci à l'initiative des Béon d'Armentieu, restés en retrait au siècle précédent. Le 13 avril 1754, Jean-Antoine de Béon, abbé d'Obazine, obtient un brevet d'aumônier de Madame Adélaïde de France. La situation extraordinaire de cette princesse et de ses sœurs, restées si longtemps à la cour puisque non mariées à l'exception d'une seule, favorisa la lente agrégation des Béon au système curial. La place passera à un neveu de l'abbé de Béon, Nicolas de Béon-Béarn (1720-1788), abbé commendataire du Lieu-Dieu, et celui-ci obtiendra une promotion puisqu'il deviendra aumônier ordinaire, au second rang dans la chapelle. En même temps, François-Frédéric de Béon Béarn, neveu du dernier abbé, accède aux honneurs de la Cour en 1780 et les obtient deux ans plus tard à son épouse ainsi qu'une place de dame de compagnie de Madame Adélaïde devenue le principal soutien de la famille. Elle presse la reine Marie-Antoinette d'obtenir un évêché du Sud-Ouest[Lequel ?] pour l'abbé de Béon, mais cette dernière préfèrera l'attribuer à son propre protégé, l'abbé de Comminges[Qui ?] (intrigue rapportée dans les mémoires du marquis de Bombelles, époux d'une amie et dame pour accompagner Madame Elisabeth, qui fera une carrière diplomatique).
Il n'est pas certain que ces assises à la cour, en d'autres circonstances que celles de la fin de l'Ancien Régime, eussent été longtemps capables de les soutenir, la position de Mesdames étant alors de plus en plus marginale dans les réseaux de pouvoir. Néanmoins, la présence croissante des Béon à la cour en cette fin du XVIIIe siècle prouve les nouvelles priorités stratégiques de cette famille et sa volonté ferme d'accéder à la faveur par sa fréquentation.
La carrière curiale de cette maison, très inégale dans le temps, montre les difficultés parfois rencontrées pour s'adapter aux évolutions de la société et des modes d'ascension sociale. Les Béon n'ont manifestement pas été en mesure d'investir la cour avec l'énergie nécessaire à une période où elle devient un passage obligé pour celui qui veut faire carrière et où il ne suffit plus de bien servir le roi dans ses armées. La fin des clientèles féodales et militaires qui avaient porté la plupart de ses membres jusqu'au XVIe siècle et leur remplacement par l'absolutisme royal, qui fait du roi le seul maître des destinées, vont déstabiliser durablement cette maison.
Il apparaît également, au travers de l'étude de ce clan, qu'une grande division des forces, si elle permet d'explorer plusieurs voies, ne permet pas toujours de se constituer une assise assez solide en cour et qu'à ces fins il est préférable de posséder une famille moins étendue ou de rassembler derrière une seule tête si ce n'est pas le cas. La correspondance entre les différentes branches devient plus nombreuse au XVIIIe siècle. Et c'est sans doute dans cette optique qu'il faut comprendre l'union des deux branches en 1776 par le mariage de François-Frédéric de Béon Béarn avec Marie-Madeleine-Charlotte de Béon du Massés de Cazaux.
En tant que seigneurs de nombreuses terres, ils ont bien sûr exercé un pouvoir seigneurial durant des générations. Mais, par leur investissement dans la carrière militaire, ils ont été très nombreux à devenir officiers et à obtenir des responsabilités militaires : gouvernements de places fortes, de villes et de provinces (dès le XIIIe siècle au service de la maison de Foix, puis au XVIe siècle pour le roi). 
Toutefois, contrairement à d'autres familles nobles, celle-ci ne parvient pas à se maintenir dans ses charges plus d'une génération.

## Généalogie

### Structure générale
Cette famille était déjà séparée en deux branches principales dès le XIIIe siècle sans que l'on connaisse avec exactitude les conditions de cette ancienne division. D'ailleurs, certains historiens se demandèrent finalement s'il s'agissait bien d'une seule et même famille. La proximité géographique et les relations entretenues tout au long des siècles par les représentants des deux branches semblent l'attester. Au XVIIIe siècle, en dépit d'une si lointaine séparation, les chefs des deux branches se donnent encore du « cousin » et tous deux conviennent que l'une est bien la branche aînée et que son chef est donc celui de la maison entière. 
La généalogie reproduite ici s'inspire de celle proposée dans le Nobiliaire de Guyenne et Gascogne (op. cit.). 
Une première branche aînée, dite des Béon-Béarn, aurait couru du XIIe au XVe siècle avant de se fondre dans celle des vicomtes de Gère. La branche des seigneurs d'Armentieux-La Palu serait alors devenue la branche aînée jusqu'à son extinction à la fin du XVIIIe siècle. 
La seconde branche principale est celle dite des vicomtes de Gère, qui a fait plusieurs rameaux : celui des vicomtes de Gère, fondu dans la maison de Pardaillan-Gondrin, celui des seigneurs du Massés, fondu pour partie dans la maison de Timbrune-Valence, celui des seigneurs du Massés puis barons de Bouteville dits Béon-Luxembourg, éteint en 1725, et celui des seigneurs de Cazaux, éteint à la fin du XVIIIe siècle.

### Branche aînée, ditede Béon-Béarn
Elle est formée par :
1. Arnaud-Guilhem de Béon (1145 / 1204 ou 1188) ¤ N. de Foix, dont il eut
2. Philippe de Béon (1180 / 1223), qui eut
3. Jean de Béon, qui eut
4. Jean-Menaud de Béon, qui eut
5. Raymond de Béon (? / 1362) ¤ Dame Claire, dont il eut
6. Arnaud-Guilhem II de Béon, qui eut
7. N. de Béon, qui eut
8. Jean III de Béon, qui eut
9. Jean IV de Béon, qui eut
10. Jeanne de Béon, dame de Béon ¤ Pierre II de Béon, vicomte de Gère (probablement)

### Seconde branche aînée ditede Béon d'Armentieu
Elle est issue du fils cadet de Philippe de Béon, seigneur de Béon, gouverneur du pays de Foix, du nom de: 
1. Arnaud de Béon (1223 / 1284) ¤ le 6 janvier 1269 Jeanne de La Palu, fille de Georges, seigneur de La Pallu, de Belloc, de Moncassin, de Naucillan, d'Armantieu, dont il eut
2. Arnaud de Béon, seigneur d'Armantieu (? / 1319), qui eut
3. Bernard II de Béon, qui eut
4. Pierre de Béon (? / 1338), qui eut
5. Bernard III de Béon (? / 1358), qui eut
6. Pierre II de Béon (? / 1418) ¤ Jeanne de Maumus (1378 / 1425), dont il eut
7. Odet de Béon ¤ Marie de Castelbajac, dont il eut Jeanne mariée à Amanieu du Lau et Miramonde mariée à Amadon de Montesquiou
8. Bernard IV de Béon (1400 / 1450), qui eut
9. Odon de Béon (1430 / 1488) ¤ Catherine du Lin (ou Catherine de Olino)(1435 / 1475 / 1488), dont il eut
10. Bertrand de Béon (1475 / 1537) ¤ Jeanne d'Ornezan de Saint Blancard (¤ 17 janvier 1501), dont il eut
11. Gabriel de Béon (1501 / 1577) ¤ Catherine de Saint-Lary-Bellegarde (¤ 17 août 1556 à Bellegarde), dont il eut
12. Pierre III de Béon (1556 / 1590) ¤ Marguerite de Noé (¤ 31 décembre 1579), dont il eut
13. Jean-Antoine de Béon ¤ Marguerite de Soyanne de Lasseran-Massencome (¤ 23 février 1628), dont il eut
14. François de Béon qui épousa Jeanne de La-Tour-de-Lives
15. François II de Béon ¤ Françoise de Moura (¤ 17 octobre 1663), dont il eut
16. François III de Béon ¤ Marie-Catherine de Rollet, dont il eut
17. François IV de Béon ¤ Anne de Puyberail (¤ 20 juin 1735), dont il eut
18. François-Frédéric de Béon (1754 / 1802) ¤ Marie-Madeleine-Charlotte de Béon du Massés de Cazaux, dont il eut
19. François-Antoine-Henri de Béon (mort en 1820)
20. Jean-Antoine de Béon (1715 / ?) ¤ Thérèse Cauvet, qui firent souche…

### Branche des «vicomtes» de Gère, puis des seigneurs du Massès
Le raccord de cette branche des « vicomtes » de Gère, en Astarac, est hypothétique : elle aurait pour origine un cadet de Philippe de Béon[réf. nécessaire], du nom de:
1. Pierre Ier de Béon[2], qui eut
2. N. de Béon, seigneur de Gère, qui eut
3. N. de Béon, qui eut
4. N. de Béon, qui eut
5. Pey, ou Pierre II de Béon, ¤ Jeanne de Béon-Béarn (probablement)[réf. nécessaire]  dont il eut
6. Arnaud-Guillaume de Béon ¤ Constance de Montault (¤ le 8 janvier 1422 à Tarbes), dont il eut
7. Pierre III de Béon ¤ Jeanne d'Ornezan d'Orade (¤ en 1487), dont il eut
8. Jean de Béon ¤ Jeanne de Foix, dont il eut
9. Sébastien de Béon ¤ Marie Isalguier, dont il eut deux filles : Marguerite mariée à Beraud de Goth (du Goût) puis à Joseph-François de Montesquiou et Philiberte mariée à Jacques de Béon son cousin
10. Bernard de Béon, seigneur de Ricau ¤ Miramonde de Montaut (¤ en 1549), dont il eut
11. Jacques de Béon, vicomte de Gère par son mariage ¤ Philiberte de Béon (¤ le 24 juillet 1569), dont il eut
12. François ou Jean II de Béon, ¤ Anne de Flageac, dont il eut
13. Jean III de Béon (mort sans alliance), Anne mariée à N. de Bezolles, N. mariée à Jean-Louis de Pardaillan-Gondrin, et Catherine mariée à Anne de Monstron

De son second mariage avec Catherine de Faudoas-Serillac, Jacques de Béon n'eut pas d'enfant.
De son second mariage avec Marguerite Isalguier de Clermont, Jean de Béon eut un fils, François mort sans alliance, et quatre filles dont l'aînée, Catherine, fut mariée à Corbeyran de Faudoas.
De son second mariage avec Guiote de Devèze, Arnaud-Guillaume de Béon eut deux fils, Menaud de Béon, mort sans alliance, et Pierre IV de Béon qui fit la branche des seigneurs du Massez ou du Massès.

## Personnalités
Le nobiliaire de Guyenne et Gascogne (op. cit.) introduit cette famille en ces termes : « Cette noble et antique race exclusivement militaire a payé largement et sans interruption sa dette à la France depuis huit siècles. Elle eut des représentants aux croisades. Elle a produit un grand nombre de chevaliers, des capitaines et gouverneurs de places, des capitaines de cinquante hommes d'armes, un chevalier de Saint-Michel avant la création de l'ordre du Saint-Esprit, un chevalier du Saint-Esprit, quatre généraux, dont trois maréchaux de camp et un lieutenant général des armées du roi, des conseillers d'État, des gouverneurs de provinces, etc. ». 
L'Annuaire de la Noblesse de 1876 ajoute à cette liste déjà longue « des gentilshommes de la chambre du roi, des ambassadeurs, des conseillers d'État, des chambellans, des Grands d'Espagne, des dames d'honneur des reines de France et princesses royales, des pages, des prélats distingués, entre autres Arnaud-Raymond de Béon, évêque d'Oloron, qui fut l'exécuteur testamentaire de sa parente Catherine de Foix, reine de Navarre, bisaïeule d'Henri IV ». Le même auteur précise plus loin la situation de cette maison à la veille de la Révolution : « Au moment de la Révolution, sept membres de cette noble famille faisaient partie de la maison du roi ». 
Quelques figures de cette famille sont évoquées à partir du Dictionnaire de Biographie française :

### Aimery de Béon du Massés
Aimery de Béon du Massés est le fils aîné de Bernard, écuyer d'écurie de Louis XI et chambellan du roi de Navarre en 1480 d'une part, et d'Antoinette de Devèze, épousée en 1513, d'autre part. Il fait la guerre en Italie sous Monluc, à Barges et à Fossano, en 1543, et devint enseigne à la compagnie de Termes avant le 29 juin 1559.
En garnison à Bordeaux, il manque d'assister le 17 juillet 1562 au combat de Targon et s'en plaignit amèrement. Comme mestre de camp, il prend part à celui de Vergt, le 9 octobre, passe lieutenant de la compagnie de François d'Escars, dont il prend le commandement en août 1562, après que celui-ci eut été signalé comme agent de Condé. Au terme de nombreuses pérégrinations militaires, il est nommé gouverneur de Limoges au début de juin 1569 et meurt la même année.
Il se marie le 16 novembre 1540 à Marguerite de Castelbajac qui lui donne au moins deux fils, Bernard qui suit et Pierre, marié à Marguerite de Faudoas.

### Bernard de Béon du Massés
Bernard de Béon du Massés est le fils d'Aimery. Le 1er octobre 1574, lors de la réorganisation des gardes françaises, il prend la tête de la compagnie colonelle de ce corps. Il prend part, dans les troupes royales, à la bataille de Dormans, en 1575, au siège du Brouage, en 1577, accompagna Catherine de Médicis dans son voyage dans le midi de la France en 1578-1579 et, le 1er mai 1584, après s'être démis de sa compagnie, fut nommé gouverneur de Carmagnole. Maréchal de camp le 16 novembre 1585, il fut employé en Dauphiné sous La Valette, puis sous Épernon. En 1589, il leva une compagnie de cinquante lances et, après s'être démis de son gouvernement, fut désigné par Henri III comme lieutenant général aux gouvernements de Saintonge, Angoumois, Aunis et La Rochelle ; en mars de la même année, Henri IV lui conserve cette charge, le crée conseiller d'État en 1597 et le nomme chevalier de ses ordres en 1604, mais il meurt à Monceaux, le 8 août 1607, avant la cérémonie de réception dans l'ordre du Saint-Esprit.
En 1572, il épouse en premières noces Gabrielle de Marast, veuve de Jean de Saint-Lary dont il a un fils mort sans descendance et deux filles : Jeanne mariée à Jean-Louis de Rochechouart (grand-oncle de la marquise de Montespan), et Marguerite mariée à Jean-François de Magnat. Il épouse en secondes noces Louise de Luxembourg-Ligny-Brienne, fille de Jean IV de Luxembourg-Ligny-Brienne (1537 – † 1576) et veuve de Georges d'Amboise, comte d'Aubijoux, dont il a une fille prénommée Louise et un fils, Charles. Ce dernier est, le 15 janvier 1623, en vertu d'accords antérieurement conclus, substitué à la famille de sa mère. Il épouse Marie Amelot et se qualifie de Luxembourg-Béon, tandis que sa sœur, Louise, héritière du comté de Brienne, apporte cette terre à son mari Henri-Auguste de Loménie qu'elle épouse la même année.
Les Montmorency, alliés également aux Luxembourg, ayant revendiqué leur riche succession, Bernard et Jean-louis, l'un et l'autre fils de Charles, puis Charles, fils de Jean-Louis, colonel au régiment de Bassigny, ont à soutenir contre eux un interminable procès, qui se termine en 1715 par un arrêt interdisant aux Béon, mais contre tout droit, de prendre le nom de Luxembourg.
Charles, le dernier des Béon du Massés, épouse Anne-Dorothée du Hautoy (famille comptée parmi les «petits chevaux de Lorraine»), dont il se sépare en 1698. Il devient l'amant de la femme de Pierre Gardel, trésorier général des fortifications de France, puis de la fille de celle-ci, Anne-Charlotte (que l'on soupçonne d'être sa fille), qu'il débauche à 17 ans, alors qu'il en a lui-même 54. Il meurt sans postérité, le 9 août 1725, et sa succession donne lieu à un nouveau procès. À la fin du XVIIIe siècle, les tensions entre les Montmorency-Luxembourg et les Béon étaient déjà retombées, et en cela l'extinction des Béon-Luxembourg aide sans doute, car François-Frédéric de Béon-Béarn est le filleul du duc et de la duchesse de Luxembourg et c'est dans la compagnie de Luxembourg qu'il est sous-lieutenant des gardes du corps.

### Aimery-François de Béon du Massés
Dit le comte de Lamesan, maréchal de camp, fils de Jean-Pierre et de Catherine de Lamesan, mariés en 1598, Aimery-François de Béon du Massés servit comme lieutenant au régiment des gardes françaises au siège de Corbie, en 1636, à ceux de Landrecies, Maubeuge, La Capelle, en 1637, de Saint-Omer, en 1638, de Renty et d'Hesdin en 1639.
Promu capitaine le 9 juin 1640, il fit campagne en Flandre (siège d'Arras, 1641), en Roussillon (siège de Colliouren et de Perpignan, en 1642), puis de nouveau en Flandre, se distingua sous les ordres du Grand Condé à la bataille de Lens, en 1648, au blocus de Paris, en 1649.
Maréchal de camp le 21 mars 1650, guidon (12 janvier 1651), puis enseigne (10 mars) des gendarmes de la garde, il se démit de sa compagnie de garde française, servit au siège d'Angers, à la prise de Saint-Denis, au combat du faubourg Saint-Antoine en 1654, il fut présent au siège de Sainte-Menehould en 1653 ; aux tentatives faites pour dégager Arras, en 1654, au siège de Montmédy en 1657, et enfin à la bataille des Dunes en 1658. L'année suivante il accompagna le roi dans son voyage en Provence et en Languedoc et fut promu sous-lieutenant de la compagnie des gendarmes le 16 février 1666. Bien qu'il ne fût plus jeune, il fit la guerre de Dévolution comme volontaire et se fit tuer au siège de Tournai, en 1667. Il avait épousé Marie Lybaut et en avait eu deux fils, Louis de Béon, comte du Massés et de Lamezan, mort sans alliance et Aimery-Joseph de Béon du Massés, vicomte de Lamezan, également mort sans alliance.

### Isaac de Béon-Cazaux
Lieutenant général, fils de François, gentilhomme de la chambre de Gaston d'Orléans et d'Agnès de Lévis-Lomagne, fille de Jean, cinquième fils de Jean VI de Lévis, Isaac de Béon-Caseaux entra comme mousquetaire à la compagnie du cardinal de Mazarin en 1658 et servit au siège de Dunkerque. La même année, les 13 et 14 juin, il se distingua particulièrement sous le marquis d'Humières, aux opérations qui précédèrent et suivirent la bataille des Dunes, d'où il revint blessé avec six hommes de sa compagnie. Lieutenant aux mousquetaires en 1659, puis capitaine au régiment de Saint-Geniez, il fit comme volontaire la guerre de Dévolution et la conquête de la Franche Comté en 1668. Nommé Grand Bailli (9 avril 1668) puis commandant de Bergues (5 juin), il résida jusqu'en 1676 dans cette place pour le service de laquelle il leva une compagnie de dragons en 1674 et une compagnie d'infanterie en 1675. Promu maréchal de camp le 25 février de l'année suivante, il fut employé en Catalogne à la lutte contre les guérillas, passa à Messine avec Vivonne le 15 février 1677 et revint en Roussillon l'année suivante. Il fut blessé au siège de Puigcerda. Après la reddition de cette ville il fut promu lieutenant général le 28 juin 1678, obtint le gouvernement de Bergues le 15 février 1679 puis celui de Thionville le 13 janvier 1681. Il mourut deux mois plus tard sans postérité. Son frère, Pierre-Hyppolite de Béon de Caseaux, marié à Jeanne Dax de La Serpent, poursuivit la lignée.

### François-Frédéric de Béon-Béarn
Comte de Béon, seigneur de La Palu, Serissan, Mazerolles, La Cassaigne, Castela, Maumus, Artigos, mestre de camp de cavalerie, sous-lieutenant des gardes du corps du roi dans la compagnie de Luxembourg. Né le 5 février 1754 à Mirande dans le diocèse d'Auch et baptisé le 9 suivant. Fils de François de Béon, comte de Beaumont et de La Palu, capitaine au régiment d'infanterie du Boulonnais d'une part, et d'Anne de Puyberail de Troncens, épousée le 20 juin 1735 au château de Troncens et qui était fille d'Annet et de Paule de Monlezun de Saint-Lary d'autre part.
Présent à Versailles durant les journées des 5 et 6 octobre 1789, on retrouve très vite le comte de Béon dans les rangs de l'armée des princes.

### Marie-Madeleine-Charlotte de Béon du Massés-Cazaux
Fille de Gabriel-Guillaume, marquis de Béon du Massés de Cazaux, lieutenant d'une compagnie des gardes du corps et brigadier des armées du roi d'une part et de Marie-Madeleine-Christine Lombard de Montauroux d'autre part. Comtesse de Béon par son mariage, le 22 janvier 1776 au château de La Serpent, avec son lointain cousin François-Frédéric de Béon-Béarn, chef de la maison de Béon, sous-lieutenant à la garde du corps du Roi dans la compagnie de Luxembourg et chevalier de Saint-Louis.
Par l'intermédiaire du grand-oncle et de l'oncle successivement aumônier de quartier puis aumônier ordinaire de Madame Adélaïde, son mari obtient pour sa femme une place de dame pour accompagner Madame Adélaïde, charge qu'elle tint jusqu'à la Révolution, raison pour laquelle elle fut reçue aux honneurs de la Cour en 1782. Elle appartint à la petite cour de Bellevue où Mesdames s'étaient retirées dans la dernière décennie de l'ancien régime.
La comtesse de Boigne, née d'Osmond et qui était également fille d'une dame de ces princesses, évoque cette petite société dans ses mémoires : « Ainsi, je me rappelle très bien qu'à Bellevue, chez Mesdames, l'officier des gardes du corps de service ne dînait pas à la table des princesses. Cela était tellement de rigueur que Monsieur de Béon, mari d'une des dames de Madame Adélaïde, dînait à la deuxième table lorsqu'il était de service, et, le lendemain, venait s'asseoir à côté de sa femme, à la table des princesses. Mais c'était une innovation, et ce manque à l'étiquette avait été une grande concession des bonnes princesses. Ce qui est encore plus extraordinaire, c'est que les évêques se trouvaient dans le même prédicament, et ne mangeaient ni avec le roi ni avec les princes de la famille royale. On ne m'a jamais expliqué les motifs de cette exclusion ».
Elle est à Versailles lors des journées des 5 et 6 octobre 1789 qui virent le départ de la famille royale pour Paris. Dans ses mémoires, la marquise de La Rochejaquelein évoque cette courte anecdote la concernant : « Le comte de Narbonne-Lara, qui depuis a été ministre, alors chevalier d'honneur de Madame Adélaïde et grand ami de M. de La Fayette, arrive à onze heures et demie chez Mesdames ; il venait de l'Œil de bœuf, assure que tout est apaisé, se met à plaisanter sur la peur de chacun ; il parlait encore, quand M. de Thianges ouvre la porte, ainsi que Mme de Béon, en criant : M. de La Fayette est chez le roi. Rien ne peut peindre l'étonnement, le saisissement que causa cette nouvelle… ».
Elle épouse en secondes noces en 1808 Joseph-Marie-Prosper, comte d'Hautpoul, qui fit carrière dans les ambassades du marquis de Bombelles.
Élisabeth Vigée Le Brun fait son portrait en 1787, qui appartint longuement aux collections de la famille de Mauléon (la sœur unique de la comtesse de Béon ayant été comtesse de Mauléon), avant d'être mis en vente à New York en 1949.

### Marie-Louise de Béon
Fille de Pierre-Prosper, comte de Béon, sous-lieutenant à la garde du corps, d'une part, et de Sophie de Chaumareys, d'autre part, Marie-Louise de Béon appartient à la dernière branche aînée de l'ancienne maison dite des Béon de Bière, rameau formé au XVe siècle par Berringuier de Béon, fils cadet de Bernard IV de Béon d'Armentieu et qui, à la suite de l'extinction des principales autres branches, se retrouve au XIXe siècle seule survivante de la lignée. Elle est la cousine de Jean-Marie-Clovis-Charles-Ferdinand-Henri comte de Béon, dernier chef de cette maison, mort le 29 avril 1908 sans enfant d'Inès-Mercedès Sanz, épousée en 1901. Contrairement à son cousin, Marie-Louise a une descendance, en s'alliant tardivement à un gentilhomme béarnais, Charles-Axel Arrius-Ossau-Pardies, seigneur d'Espalungue et de Laruns (d'où postérité), mais elle ne peut, en raison des lois de succession béarnaises, transmettre l'héritage des Béon.  
Marie-Louise de Béon est demoiselle d'honneur de la duchesse de Berry ainsi que gouvernante des enfants qu'elle a eus de son second lit ; elle l'a suivie dans ses aventures jusqu'à sa propre mort, en 1855.

## Titres et possessions
Cette famille est établie en Béarn, Bigorre, Gascogne, Astarac, comté de Foix, Guyenne, Angoumois, Limousin, Île de France, Antilles…
Ses titres, rappelés dans le Nobiliaire de Guyenne et Gascogne (op. cit.), donnent une idée de ses possessions : « Hauts et puissants seigneurs, très nobles et très illustres messires, nobles, nobleshommes, messires, messeigneurs, damoiseaux, chevaliers, seigneurs de la vallée de Béon, vicomtes, comtes et marquis de Béon, vicomtes de Gère, barons de Miglos, comtes de Lamezan et de Brienne, marquis de Bouteville etc.; seigneurs de Béon, Armentieux, La Palu, Arrembos, Moncassin, Belloc, Castetz, Serian (ou Sedian), Maumus, Ortigos, La Cassaigne, Mazerolles, Pontacq, Bière, La Barthe, Birac, Antras, Verduzan, du Saulx, du Massés, Esclassan, Cazaux, Bezian, Lartigue, Ricau, Bellesbat, Bouriège, La Serpent… ». 
Toutes ces terres n'ont pas été simultanément dans cette famille, mais l'ont toutes été à un moment donné et certaines le sont restées des origines jusqu'à son extinction. Les châteaux qui suivent ont été des lieux de résidence des membres de cette famille durant une plus ou moins longue période :
- Hôtel de la rue Plumet (11 et 16), paroisse Saint-Sulpice à Paris
- Domaine de Mitry en France[Où ?]
- Château de Brienne-le-Château[9]
- Château de Bouteville
- Château de La Palu à Moncassin
- Château d'Armentieux
- Château de Gère
- Château d'Arrouède
- Château de Bellesbat[Où ?]
- Château de La Serpent[10]
- Gentilhommière de Béon en Béarn[11]

Son assise territoriale et financière est solide. À titre d'exemple, à la mort du dernier Béon-Luxembourg en 1725, c'est près de 300 000 livres que se disputent les deux partis opposés.

## Alliances
L'étude des alliances contractées par les différents représentants de cette famille à travers les âges permet de voir évoluer les réseaux de fidélité et de suivre à chaque échelon la position sociale et politique.
Les premières alliances connues ou revendiquées sont brillantes puisqu'il s'agit d'unions contractées avec des maisons féodales : les comtes de Foix (plusieurs alliances à la fin du Moyen Âge en plus de celle du XIIe siècle évoquée plus haut qui n'est que suggérée), les comtes d'Astarac (XIVe siècle), les comtes de Comminges. 
Du XIVe au XVIe siècle, les unions très nombreuses avec quelques grandes familles gasconnes d'égale noblesse consolident sa place dans les réseaux de pouvoir gascons : les Montesquiou, les Castelbajac, les Isalguier, les Noé, les Montlezun, les Faudoas, les Ornezan, les Chelles, les Pardaillan-Gondrin.
À partir des XVe et XVIe siècles viennent s'ajouter de nouvelles familles originaires de provinces plus éloignées et représentant une extension de son aire d'influence parallèle à son intégration aux réseaux nationaux par l'entremise de la maison de Navarre sa protectrice (depuis l'installation de la maison de Foix-Béarn sur le trône de Navarre) : les Timbrune-Valence, les Luppé (pairs), les Goût/Goth (pairs), les Rochechouart-Mortemart (pairs), les Saint-Lary-Bellegarde (pairs), les Lévis-Mirepoix (pairs), les Castries (pairs) pour les principales.
La carrière militaire les oriente vers d'anciens noms de la noblesse d'épée (La Barthe, Lautrec, La Valette/Épernon, Gontaut-Biron, Moissens, Mauléon, Labadie), et en conduit certains vers les plus puissantes maisons d'alors comme la maison impériale et royale de Luxembourg à la fin du XVIe siècle.
À partir du XVIIe siècle, des noms de noblesse de robe apparaissent : Rollet, Amelot, Loménie, Hautoy.
À mesure que son élévation s'affirme jusqu'au milieu du XVIIe siècle, la qualité des alliances va croissante. 
À partir du XVIIIe siècle, on voit apparaître des partis plus modestes, des familles moins anciennes et vraisemblablement plus de difficulté à trouver une union avec une famille d'un renom au moins équivalent. Le meilleur exemple en l'occurrence est le mariage en 1776 entre François-Frédéric de Béon et Marie-Madeleine de Béon du Massés-Cazaux. 
Au XIXe siècle, la branche survivante n'a plus pour elle que son nom. Elle n'a pas connu la même élévation et semble ne se fixer pour objectif que celui, pas toujours facile à tenir, d'épouser dans la noblesse (Chaumarey, Bouchiat).

## Armes, blasons, devises
Les Béon portent les armes de la vicomté de Béarn, érigée en fief par Louis le Débonnaire, pour une branche cadette des ducs d'Aquitaine qui se fondit dans la famille de Moncade.
Béon« D'or à deux vaches de gueules posées l'une au-dessus de l'autre, onglées, accornées, accollées et clarinées d'azur » (armes de Béarn).
Il semble que la famille de Béon ait possédé primitivement d'autres armes, que l'on retrouve écartelées avec celles de Béarn.
Béon de Gère et du Massès (1572)«Écartelé aux 1 et 4 d'or à deux vaches de gueules (Béarn) aux 2 et 3 d'azur à la croix d'argent (Béon)».

## Pour approfondir